# Palana (rijeka)
Palana je rijeka u Rusiji, u Korjačkom autonomnom okrugu.
Duga je oko 105 km.
Od izvora teče prema sjeveru nekih 9 km, zatim skreće prema zapadu i u 32. kilometru se ulijeva u jezero, dugo 8 km.
Iz njega istječe i teče 5 km prema zapadu, gdje se u nju ulijeva pritoka Ujvjeem Palanski. Od ušća te rijeke, Palana teče prema sjeverozapadu, oko 37 km. U tom dijelu se u nju ulijeva rijeka Innovajam. Od tog dijela, Palana teče i nakon 23 km se ulijeva u Ohotsko more.
Osam km od ušća u more se nalazi gradić Palana, upravno središte Korjačkog autonomnog okruga.